# Kristian II av Sachsen
Kristian II av Sachsen, född 23 september 1583 i Dresden och död där 23 juni 1611. Han var från 1591 och till sin död kurfurste i Sachsen (fram till 1601 var han omyndig). Han var son till kurfurste Kristian I.
Han avstod från att biträda den evangeliska unionen och gjorde på så sätt differenserna mellan de protestantiska områden större.
Han var sedan 12 september 1602 gift med Hedvig av Danmark. På grund av att han dog barnlös blev hans bror, Johan Georg I, kurfurste i Sachsen.